# Campionato nordico di calcio 1929-1932
Il Campionato nordico di calcio 1929-1932 (Nordisk Mesterskap 1929-1932) fu la seconda edizione del Campionato nordico di calcio, competizione calcistica per nazione riservata ai paesi scandinavi. La competizione si svolse in forma itinerante dal 14 giugno 1929 al 25 settembre 1932 e vide la partecipazione di quattro squadre: Danimarca, Finlandia, Norvegia e Svezia.

## Formula
- Qualificazioni

Nessuna fase di qualificazione. Le squadre sono qualificate direttamente alla fase finale.
- Fase finale

Girone unico - 4 squadre, giocano partite di andata e ritorno per due turni. La vincente si laurea campione dei Paesi Nordici.

## Squadre partecipanti
| Pr. | Squadra   | Data di qualificazione certa | Partecipante in quanto | Partecipazioni precedenti al torneo | Ultima presenza |
| --- | --------- | ---------------------------- | ---------------------- | ----------------------------------- | --------------- |
| 1   | Danimarca | -                            | Qualificata di diritto | 1 (1924-1928)                       | 1924-1928       |
| 2   | Finlandia | -                            | Qualificata di diritto | -                                   | Esordiente      |
| 3   | Norvegia  | -                            | Qualificata di diritto | 1 (1924-1928)                       | 1924-1928       |
| 4   | Svezia    | -                            | Qualificata di diritto | 1 (1924-1928)                       | 1924-1928       |

Nella sezione "partecipazioni precedenti al torneo", le date in grassetto indicano che la nazione ha vinto quella edizione del torneo, mentre le date in corsivo indicano la nazione ospitante.

## Fase finale

### Girone unico

#### Classifica
| Pos | Squadra   | P.ti | G  | V | N | P | GF | GS | DR  |
| --- | --------- | ---- | -- | - | - | - | -- | -- | --- |
| 1   | Norvegia  | 17   | 12 | 8 | 1 | 3 | 35 | 23 | +12 |
| 2   | Svezia    | 13   | 12 | 6 | 1 | 5 | 35 | 31 | +4  |
| 3   | Danimarca | 12   | 12 | 6 | 0 | 6 | 37 | 24 | +13 |
| 4   | Finlandia | 6    | 12 | 2 | 2 | 8 | 23 | 52 | -29 |

#### Risultati
| Arbitro: | Schieldrop |

|                                      |           |             |
| Lundahl 38’ (rig.), 44’ Holmberg 76’ | Marcatori | 75’ Koponen |

| Arbitro: | Bauwens |

|                                   |           |                        |
| Nilsson 9’ Kaufeldt 31’ Kroon 49’ | Marcatori | 64’ Larsen 66’ Uldaler |

| Arbitro: | Olsson |

|                                |           |  |
| Juve 8’, 15’, 73’ Andersen 30’ | Marcatori |  |

| Arbitro: | Birlem |

|                                         |           |                                                     |
| Jørgensen 32’ Christophersen 82’ (rig.) | Marcatori | 41’, 60’ Juve 69’ Berg-Johannesen 72’, 77’ Andersen |

| Arbitro: | Andersen |

|                        |           |           |
| Juve 21’ Gundersen 66’ | Marcatori | 33’ Kroon |

| Arbitro: | Fuchs |

|                                                                           |           |  |
| Jørgensen 11’, 41’, 73’ Hansen 30’, 34’ Uldaler 61’ Eriksen 70’ Rohde 87’ | Marcatori |  |

| Arbitro: | Remke |

|                                                           |           |                     |
| H. Pettersen 21’ Juve 17’, 42’, 66’ M. Pettersen 30’, 88’ | Marcatori | ?’ Åström ?’ Saario |

| Arbitro: | Olsson |

|             |           |                                                                 |
| Kanerva 88’ | Marcatori | 1’ Hansen 13’ Kleven 17’, 50’ Uldaler 60’ Eriksen 63’ Jørgensen |

| Arbitro: | Weingärtner |

|                                                                          |           |             |
| Jørgensen 16’, 65’, 88’ Eriksen 44’ Kleven 78’ Christophersen 89’ (rig.) | Marcatori | 66’ Nilsson |

| Arbitro: | de Wolf |

|                                              |           |                    |
| Lundahl 5’, 13’, 48’ Kroon 29’, 56’ Dahl 44’ | Marcatori | 16’, 42’, 47’ Juve |

| Arbitro: | Abrahamsson |

|              |           |  |
| Kongsvik 82’ | Marcatori |  |

| Arbitro: | Remke |

|                                   |           |                                      |
| Lehtinen 9’, 40’, 41’ Koponen 16’ | Marcatori | 26’, 53’, 64’ Karlsson 60’ Andersson |

| Arbitro: | Guyenz |

|                                              |           |                 |
| Jørgensen 63’, 73’ Christophersen 84’ (rig.) | Marcatori | 43’ (rig.) Juve |

| Arbitro: | Birlem |

|                                     |           |               |
| Gardtman 47’ Rydell 76’, 88’ (rig.) | Marcatori | 23’ Jørgensen |

| Arbitro: | Remke |

|                                                                  |           |                                 |
| Gardtman 12’ Zetterberg 18’, 25’, 30’, 55’ Hansson 35’, 65’, 73’ | Marcatori | 78’ Lintamo 88’ (rig.) Grönlund |

| Arbitro: | Lensing |

|                                     |           |                                                             |
| Kanerva 3’ Salin 5’ Åström 49’, 75’ | Marcatori | 9’ A. Børresen 24’ Johannesen 32’ Pettersen 56’ L. Børresen |

| Arbitro: | Weingärtner |

|                      |           |             |
| Andersen 9’ Juve 38’ | Marcatori | 71’ Hansson |

| Arbitro: | Eklind |

|                                 |           |                               |
| Uldaler 20’ Malmgren 23’ (rig.) | Marcatori | 41’ Åström 76’, 85’ Strömsten |

| Arbitro: | Kristiansen |

|             |           |                                             |
| Grönlund 3’ | Marcatori | 2’ Nilsson 51’ Gardtman 64’ (rig.) Holmberg |

| Arbitro: | Olsson |

|                     |           |             |
| Johannesen 20’, 51’ | Marcatori | ?’ Grönlund |

| Arbitro: | Fuchs |

|                                      |           |           |
| Hansen 3’ Petersen 22’ Jørgensen 79’ | Marcatori | 13’ Kroon |

| Arbitro: | van Praag |

|                     |           |                           |
| Holmberg 39’ (rig.) | Marcatori | 8’, 53’ Juve 69’, 76’ Moe |

| Arbitro: | Englund |

|                                    |           |                    |
| Malmgren 27’, 53’ Lintamo 36’, 70’ | Marcatori | 19’, 63’ Jørgensen |

| Arbitro: | Rudd |

|          |           |                          |
| Juve 69’ | Marcatori | 35’ Jørgensen 61’ Hansen |

## Statistiche

### Classifica marcatori
| Gol |  |  | Giocatore       | Squadra   |
| --- |  |  | --------------- | --------- |
| 17  |  |  | Jørgen Juve     | Norvegia  |
| 15  |  |  | Pauli Jørgensen | Danimarca |
| 5   |  |  | Henry Hansen    | Danimarca |
| 5   |  |  | Knut Kroon      | Svezia    |
| 5   |  |  | Harry Lundahl   | Svezia    |
| 5   |  |  | Kaj Uldaler     | Danimarca |